# Katsiaryna Shliupskaya
Katsiaryna Shliupskaya –en bielorruso, Кацярына Шлюпская– (16 de abril de 1990) es una deportista bielorrusa que compitió en remo. Ganó tres medallas en el Campeonato Europeo de Remo entre los años 2011 y 2014.

## Palmarés internacional
| Campeonato Europeo | Campeonato Europeo | Campeonato Europeo | Campeonato Europeo |
| Año                | Lugar              | Medalla            | Prueba             |
| ------------------ | ------------------ | ------------------ | ------------------ |
| 2011               | Plovdiv (Bulgaria) | Medalla de plata   | Ocho con timonel   |
| 2012               | Varese (Italia)    | Medalla de oro     | Doble scull        |
| 2014               | Belgrado (Serbia)  | Medalla de oro     | Cuatro scull       |